# Enfermedad de Köhler
El Mal de Köhler es una osteocondrosis que afecta al hueso escafoides del pie. Fue descrita por un radiólogo alemán, Alban Köhler, en 1908. Consiste en una necrosis avascular del escafoides tarsiano (cesa el aporte sanguíneo en el hueso, cuyas células mueren de hipoxia). 

## Epidemiología y Clínica
La enfermedad afecta mayoritariamente a niños varones jóvenes, de entre 4 y 6 años, aunque también puede afectar a niñas. Los pacientes afectos presentan dolor e inflamación en el dorso del pie, por lo que presentan una cojera. Para reducir este dolor durante la marcha, los pacientes suelen apoyar el peso sobre el borde externo del pie.

## Tratamiento
Se basa en el reposo y en evitar el apoyo de pesos sobre el pie afecto. En algunos casos puede indicarse el uso de férulas de descarga.

## Pronóstico
La mayor parte de los casos se curan en un plazo de dos años desde el momento del diagnóstico.